# François Magendie
François Magendie (n. 6 octombrie 1783, Bordeaux – d. 7 octombrie 1855, Sannois, Val-d'Oise) a fost fiziolog francez. Considerat unul din pionierii fiziologiei experimentale, este cunoscut pentru descrierea aperturii mediane cerebrale, numit ulterior orificiul Magendie.

## Viața
La numai 16 ani, Magendie își începe ucenicia în ale medicinei sub îndrumarea lui Alexis Boyer. În 1803, trece examenul perntru interne des hospitaux și intră ca student, efectuându-și practica la spitalul Hôpital Saint-Louis. În 1807 este asistent la anatomie în cadrul institutului de medicină École de Médecine.
Pe 24 mai 1808 obține licența în medicină având ca lucrare de doctorat Essai sur les usages du voile de palais avec quelques propositions sur la fracture du cartilage des côtes.
În perioada 1811 - 1813, predă anatomia și fiziologia la Facultatea de Medicină din Paris. 

## Activitatea

### Scrieri
- 1809: Quelques idées générales sur les phénomènes particuliers aux corps vivants. Bulletin des sciences médicales 4: 145-170
- 1809: Examen de l'action de quelques végétaux sur la moelle épinière. Nouveau bulletin scientifique de la Société philomatique 1: 368-405
- 1813: Mémoire sur le vomissement. Paris
- 1816 - 1817: Précis élémentaire de physiologie. Paris
- 1816: Mémoire sur les propriétés nutritives des substances qui ne contiennent pas d'azote. Bulletin de la Société philomatique 4: 137